# 奥索尔
奥索尔，是西班牙加泰罗尼亚赫罗纳省的一个市镇。总面积53平方公里，总人口206人（2001年），人口密度4人/平方公里。